# 마르크안드레 테어 슈테겐
마르크안드레 테어 슈테겐(독일어: Marc-André ter Stegen, 1992년 4월 30일 ~ )은 독일의 축구 선수로, 포지션은 골키퍼이다. 현재 스페인 라리가의 FC 바르셀로나의 주장이다.
보루시아 묀헨글라트바흐에서 데뷔하여 2014년 여름 바르셀로나로 이적했다. 이적 후 2014-15 시즌에 트레블을 달성하는데 기여했으며, 2016-17 시즌부터는 주전으로 활약하고 있다.
UEFA U-17 축구 선수권 대회 2009에 출전하여 네덜란드와 연장전까지 가는 접전 끝에 2:1로 우승하였고 팀 오브 토너먼트에 선정되었으며, 2009 FIFA U-17 월드컵에 출전권을 획득하여 대회에 참가하였다. 2012년 5월 26일 스위스와의 경기에서 국제 A 매치에 데뷔하였다.

## 클럽 경력

### 보루시아 묀헨글라트바흐

#### 초기 경력
테어슈테겐은 불과 4세의 나이에 보루시아 묀헨글라트바흐의 유소년 팀에 합류하였다. 그는 유년 시절부터 큰 잠재력을 지닌 미래의 스타로 점찍혔고, 2010년까지 모든 연령대의 유소년 팀을 거쳤다. 2009년에는 17세 이하 유럽 축구 선수권 대회에서 조국의 우승을 이끌었고, 마티아 페린과 함께 팀 오브 토너먼트에 뽑혔다. 그는 1군 골키퍼가 부상당하였을 때 종종 출전하였지만, 첫 공식 출전을 하기 위해 2010년까지 기다려야만 했다.

#### 2010-11 시즌
2010-11 시즌 전반, 테어슈테겐은 보루시아 묀헨글라트바흐의 리저브 팀 스타 선수로 자리잡았고, 1군 벤치에서도 자주 등장하였다. 그는 상대적으로 성공적인 시즌을 보내었지만, 1군 동료들은 그러지 못했다. 묀헨글라트바흐는 연패로 하락하고 있었고, 강등권의 바닥에서 허덕이고 있었으며, 2011년 2월 14일에 미하엘 프론트첵이 경질되고, 뤼시앵 파브르가 신임 감독이 되었다. 파브르 감독이 취임할 당시 묀헨글라트바흐는 22라운드가 끝난 상황에서 승점을 16점밖에 획득하지 못한 상황이었다.
팀의 성적은 향상되었지만, 로간 바일리 골키퍼의 실책은 순위 경쟁에 걸림돌이 되었다. 바일리는 SV 베르더 브레멘전 승리에 기여하였지만 이는 드문 경우였고, 좋은 성과는 잦은 실책에 의해 묻혔다. 묀헨글라트바흐의 팬들은 바일리에 대한 신뢰를 잃었고, 몇 명의 팬들은 축구보다 모델링에 더 신경 쓰고 있다고 비난하였다. 테어슈테겐의 리저브 팀에서의 성과는 많이 알려지지 않았으나, 파브르 신임 감독은 그를 리그에서 사용하기로 마음먹었다. 결국 바일리는 2011년 4월 10일, 1. FC 쾰른과의 경기부터 테어슈테겐에게 주전 골키퍼 자리를 내어주고 벤치에 앉게 되었다. 테어슈테겐은 파브르 감독을 실망시키지 않았고, 그의 꾸준한 활약으로 팀의 수비가 더욱 단단해졌다. 그는 잔여 시즌 동안 그의 자리를 지켰고, 이 5경기중 4경기를 무실점으로 마무리하였다. 묀헨글라트바흐는 VfL 보훔과의 플레이오프 끝에 1부 리그 잔류를 확정지었다. 이 기간 동안, 2010-11 시즌의 챔피언이 될 보루시아 도르트문트에 1-0으로 고춧가루를 뿌렸는데, 이 경기에서 테어슈테겐은 여러 차례 신들린 선방을 보였다.

#### 2011-12 시즌
테어슈테겐이 주전 골키퍼의 자리를 더욱 굳건히 하는 동안 베일리는 스위스 슈퍼리그의 뇌샤텔 크사막스로 임대되었다. 그 결과 기존에 21번 셔츠를 입던 테어슈테겐은 1번 셔츠를 가져가게 되었다.
여름 이적 시장에서 FC 바이에른 뮌헨은 FC 샬케 04의 주장 마누엘 노이어의 영입에 성공하였다. 최고의 골키퍼 중 하나로 손꼽히며, 독일 축구 국가대표팀의 주전 골키퍼인 그는 알리안츠 아레나에서 테어슈테겐과 맞대결을 펼쳤다. 경기 전, 평론가는 뮌헨의 손쉬운 승리를 점쳤으나, 경기는 그와 반대로 흘러갔다. 노이어는 실책으로 지 카마르구에게 골을 헌납한 반면, 테어슈테겐은 거함 뮌헨을 상대로 무실점으로 막아내며 1-0 승리의 주역이 되었다. 경기 이후, 보루시아 묀헨글라트바흐는 이변의 분데스리가 타이틀 경쟁자가 되었고, 그 중심에는 젊은 테어슈테겐과 묀헨글라트바흐의 크랙 마르코 로이스가 있었다.

### FC 바르셀로나
2014-15 시즌부터 빅토르 발데스의 대체자를 찾던 FC 바르셀로나로 이적했다. 또한 그 이전부터 바르사의 레전드 골키퍼인 수비사레타가 그가 올 것을 예상했다. 이적 후 첫 시즌을 맞이한 테어 슈테겐은 초반에는 클라우디오 브라보에게 밀려 주전 자리를 잡지 못하였지만 시즌이 진행될수록 좋은 활약을 펼치며 2014-15 챔피언스리그를 우승하면서 2014-15 시즌 FC 바르셀로나의 트레블에 일조하였다.
그 후, 2017년 5월 29일(한국 시간) 슈테겐은 바르샤와 2022년까지 재계약을 맺었다.

## 국가대표 경력
- 2016 UEFA 유로
- 2017 FIFA 컨페더레이션스컵
- 2018 FIFA 월드컵
- 2022 FIFA 월드컵
- 2024 UEFA 유로

## 플레이스타일
테어슈테겐의 골키퍼 스타일은, 그의 어린 시절 우상인 올리버 칸과 비교 대상이 되었다. 테어슈테겐은 칸과 마찬가지로 수비진을 지휘하고, 실패 시 크게 화를 냈다. 그는 1대1 선방에서 대담함을 보인다. 그는 우베 캄프스 묀헨글라트바흐 코치와 충돌하여 앞니 두 개가 빠진 적이 있다. 그는 페테르 슈마이켈의 경우처럼 근거리 슈팅을 불가사리 선방으로 막기도 한다. 불가사리 선방이란 사지를 쭉 뻗어 골을 넣을 수 있는 각도를 최대한 막는 동작이다.테어슈테겐은 유년시절 미드필더로 뛰었기 때문에 발기술도 좋다. 그래서 발밑이 좋은 골키퍼로 뽑힌다.

## 수상 기록

#### FC 바르셀로나
- 라리가 : 2014–15, 2015–16, 2017–18, 2018–19, 2022–23
- 국왕컵 : 2014–15, 2015–16, 2016–17, 2017–18, 2020–21
- 수페르코파 데 에스파냐 : 2018, 2023, 2025
- UEFA 챔피언스리그 : 2014-15
- UEFA 슈퍼컵 : 2015
- FIFA 클럽 월드컵 : 2015

#### 독일
- UEFA U-17 유로 : 2009

- FIFA 컨페더레이션스컵 : 2017

### 개인
- UEFA U-17 유로 토너먼트의 팀 : 2009
- 프리츠 발터 메달 U-17 브론즈 : 2009
- 프리츠 발터 메달 U-19 골드 : 2011
- 키커 올해의 골키퍼 : 2011-12
- UEFA 챔피언스리그 시즌의 스쿼드 : 2014-15, 2018-19
- UEFA 올해의 팀 : 2018
- UEFA 올해의 세이브 : 2014-15
- 사모라 상 : 2022-23
- 라리가 시즌의 MVP : 2022-23
- 라리가 시즌의 팀 : 2022-23
- ESM 올해의 팀 : 2017–18, 2018–19, 2019–20, 2022–23
- 바르셀로나 올해의 선수 : 2018–19, 2022–23
- 키커 랑리스테 : WK 3회, IK 15회